# Scheepswerf Groot

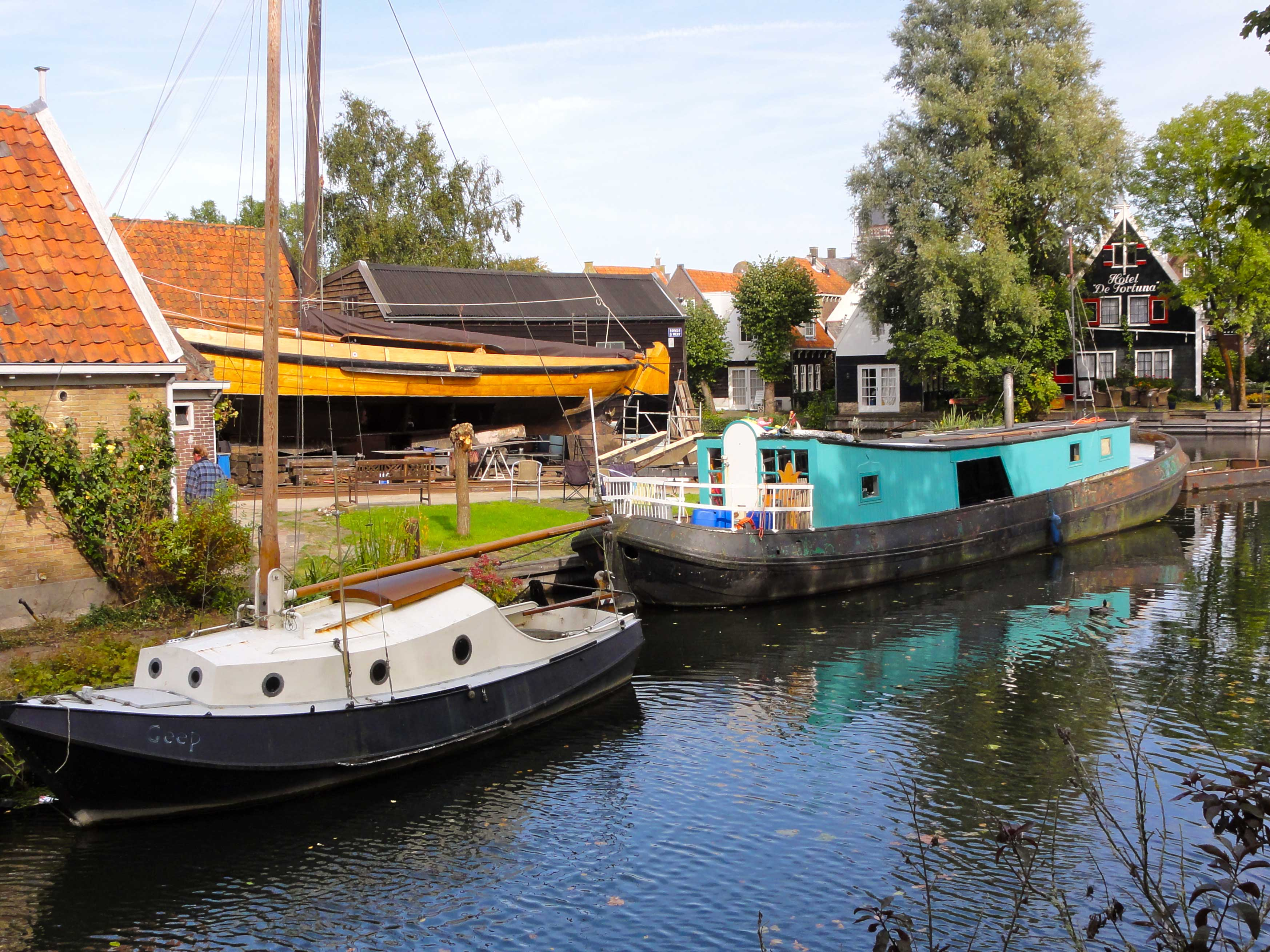
Scheepswerf Groot aan het Boerenverdriet in Edam

Scheepswerf Groot is een kleine scheepswerf in het centrum van de Noord-Hollandse plaats Edam.

## Geschiedenis
Edam heeft een bloeiende scheepsbouw gekend. Al in de 15e eeuw was er sprake van scheepsbouw langs de oever van de IJe in Edam. In de 16e eeuw was het hoogtepunt van de scheepsbouw in Edam. De stad telde toen 33 scheepswerven. Omstreeks 1560 waren er nog 28 werven. Vanaf de tweede helft van de 17e eeuw werd de scheepsbouw geleidelijk verplaatst naar plaatsen als Zaandam en Amsterdam. Van deze tak van nijverheid in Edam resteert nog één kleine werf, die gelegen is in een rivierbocht in het stadscentrum. Deze scheepswerf Groot telt meerdere hellingen en ligt aan het Boerenverdriet naast de Kwakelbrug. Op deze plaats werden eeuwenlang schepen gebouwd. Vanuit cultuur-historisch perspectief is de werf dan ook van belang omdat het bedrijf het laatste overblijfsel is van een ooit bloeiende bedrijfstak in Edam.

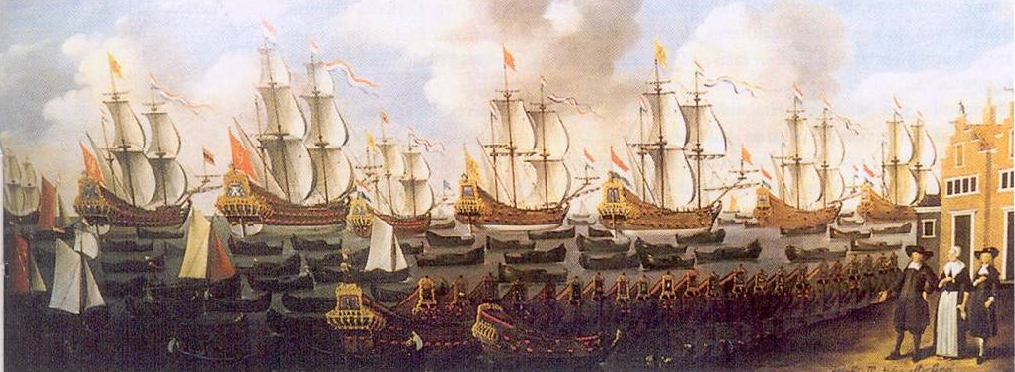
Als contrast een beeld van de scheepsbouw in Edam in de 17e eeuw: J.M. Osterlingh toont de door hem gebouwde schepen in Edam aan zijn dochter en schoonzoon (schilderij van Jan Molenaar uit 1682 in het Edams Museum)